# Dolichopeza cairnensis
Dolichopeza cairnensis är en tvåvingeart som beskrevs av Alexander 1934. Dolichopeza cairnensis ingår i släktet Dolichopeza och familjen storharkrankar. Inga underarter finns listade i Catalogue of Life.